# Septotheca
Septotheca  es un género de plantas con una sola especie: Septotheca tessmannii, perteneciente a la familia Malvaceae. 